# Dimkov Glacier
Dimkov Glacier är en glaciär i Antarktis. Den ligger i Västantarktis. Argentina, Chile och Storbritannien gör anspråk på området. Dimkov Glacier ligger 443 meter över havet.
Terrängen runt Dimkov Glacier är varierad. Havet är nära Dimkov Glacier västerut. Trakten är obefolkad. Det finns inga samhällen i närheten. 